# Snavelborstlandschildpad
De snavelborstlandschildpad of boegsprietschildpad (Chersina angulata) is een schildpad uit de familie landschildpadden (Testudinidae).

## Naam
De soort werd voor het eerst wetenschappelijk beschreven door August Friedrich Schweigger in 1812. Oorspronkelijk werd de wetenschappelijke naam Testudo angulata gebruikt. Het is de enige soort uit het monotypische geslacht Chersina. De soort behoorde lange tijd tot het geslacht Testudo, waardoor de verouderde wetenschappelijke naam in de literatuur wordt gebruikt.

## Uiterlijke kenmerken
De schildlengte is maximaal 30 centimeter. De snavelborstschildpad dankt zijn naam aan een verlengsel van het buikschild in de vorm van een punt onder de kop dat alleen het mannetje heeft. Hierdoor lijkt de schildpad een enorme opengesperde bek te hebben, maar dit uitsteeksel is bedoeld om concurrenten mee weg te duwen in de strijd om een vrouwtje. De dieren hebben meestal zwarte of donkerbruine schildplaten met in iedere plaat op de rug een rode of gele vlek en een schildrand met een motief dat doet denken aan de 'haaientanden' als wegmarkering, hoewel variaties voorkomen. De schildrand is meestal geel van kleur. De ogen hebben een oranje of rode kleur.

## Leefwijze
Het voedsel bestaat uit plantendelen zoals bladeren en fruit. Ook is beschreven dat slakken worden gegeten.

## Verspreiding en leefgebied
Deze landschildpad komt voor in droge streken en leeft in het zuidwesten en zuiden van Afrika, in droge steppen en half-woestijnen.